# Koldo Gorostiaga Atxalandabaso
Koldo Gorostiaga Atxalandabaso (n. 30 mai 1940, Bilbao, Comunitatea Autonomă a Țării Basce, Spania) este un om politic spaniol, membru al Parlamentului European în perioada 1999-2004 din partea Spaniei.

## Biografie
Gorostiaga s-a născut în Bilbao  și a făcut studiile la Universitatea din Valladolid și la Universitatea din Deusto, absolvind în 1963. El a obținut un doctorat de la Universitatea din Barcelona în 1966 și mai târziu a obținut un certificat de competență în limba engleză de la Cambridge University.